# Дуб (Маяцьке лісництво)
Дуб — ботанічна пам'ятка природи місцевого значення. Об'єкт розташований на території Краматорського району Донецької області, Маяцьке лісництво, квартал 137.

## Характеристика
Обхват стовбур — 4,2 м, висота стовбура — 17 м, крони — 14,6 м. Проєкція крони — 21х24 м.
Орієнтовний вік дуба — близько 500 років.
Площа — 0,01 га, статус отриманий у 1972 році.
Дуб зростає на території Національного природного парку «Святі гори».